# Luis von Ahn
Luis Von Ahn  (Ciudad de Guatemala, 19 de agosto de 1978) es un informático y empresario guatemalteco, profesor de Ciencias de la Computación en la Universidad Carnegie Mellon. Es el fundador de las compañías Duolingo,Captcha y Recaptcha, la cual fue vendida a Google en 2009. Es además conocido como uno de los pioneros de la idea de crowdsourcing. Estudió la primaria en el Centro Escolar Universal Ciudad de Guatemala y el diversificado en el Colegio Americano de Guatemala.

## Honores[3]
Sus investigaciones en computación y en crowdsourcing le han dado reconocimiento internacional y varios honores en el ámbito científico y tecnológico. En 2006 ganó el premio MacArthur (también conocido como el «premio del genio»). Ha sido nombrado uno de los 50 mejores cerebros en la ciencia por la revista Discover, uno de los 10 científicos más brillantes de 2006 por Popular Science, y una de las 50 personas más influyentes en la tecnología por Silicon.com. En 2012, el presidente de Estados Unidos Barack Obama le otorgó a von Ahn el premio de joven destacado en la ciencia e ingeniería.
En 2009, el diario Siglo XXI de Guatemala nombró a Luis von Ahn como su personaje del año. En 2011, la revista Foreign Policy en español escogió a Von Ahn como el intelectual más influyente de Iberoamérica. El 8 de enero de 2012, fue elegido por el periódico guatemalteco Prensa Libre como personaje del año 2011.

## Biografía
Von Ahn nació y creció en la Ciudad de Guatemala. Estudió en el Colegio Americano de Guatemala, de donde se graduó en 1996. En el año 2000, recibió un B. S. en matemáticas de la Universidad de Duke y en 2005 un doctorado en ciencias de la computación de la Universidad Carnegie Mellon bajo la supervisión de Manuel Blum, quien es conocido por haber supervisado a muchos de los investigadores en informática más destacados del mundo.En 2006 ganó el premio mac arthur, también conocido como el premio del genio, fue nombrado como uno de los mejores 50 cerebros, fue mencionado como uno de los mejores 10 científicos más brillantes, obtuvo el premio Grace Muray Hopper, en 2011 y 2012 fue nombrado por el periódico guatemalteco como el personaje del año, también en el 2012 el entonces presidente de Estados Unidos Barak Obama le otorgó el premio de Joven Destacado en la ciencia e ingeniería, en el 2014 se le entregó la Orden del Quetzal